# نديم هادزيتش
نديم هادزيتش مواليد 19 مارس 1999 في سراييفو، هو لاعب كرة قدم بوسني. يلعب كمهاجم. مثّل منتخب البوسنة والهرسك لكرة القدم فئة الشباب.

## المسيرة الاحترافية

### أندية لعب لها
- نادي ساراييفو
- نادي ليتشويس

## روابط خارجية
- نديم هادزيتش على موقع قاعدة بيانات كرة القدم.إي يو (الإنجليزية)
- نديم هادزيتش على موقع Soccerway.com (الإنجليزية)